# Break a Broken Heart
Break a Broken Heart ist ein Lied des australischen Sängers Andrew Lambrou. Mit dem Titel vertrat er Zypern beim Eurovision Song Contest 2023 in Liverpool.

## Hintergrund
Der Song wurde von einem dänisch-schwedischen Songwriting-Team um Jimmy Jansson, Jimmy „Joker“ Thörnfeldt, Marcus Winther-John und Thomas Stengaard geschrieben. Es handelt sich um einen Popsong, eine Powerballade, die sehr ruhig beginnt und sich dann steigert. Im Songtext singt Lambrou, dass ein gebrochenes Herz nicht erneut gebrochen werden kann. Er beschreibt so, wie er eine lieblose Beziehung überwindet.
Der Song wurde am 2. März 2023 veröffentlicht. Lambrou war bereits im Oktober 2022 vom zypriotischen Rundfunk nach einer internen Auswahl als Teilnehmer am ESC für das Land bekanntgegeben worden. Zuvor hatte er an der australischen Vorauswahl des Vorjahres teilgenommen.

## Beim Eurovision Song Contest
Zypern nahm mit dem Titel am 67. Eurovision Song Contest teil, der vom 9. bis 13. Mai 2023 stattfand. Break a Broken Heart wurde dem zweiten Halbfinale, das am 11. Mai 2023 stattfand, zugelost und startete dort an sechster Stelle von 16 Teilnehmern. Der Beitrag erhielt 94 Punkte von den Zuschauern, belegte den siebten Platz und erzielte damit den Finaleinzug. Beim Finale, das am 13. Mai 2023 stattfand, startete der Beitrag von Startposition 7, erhielt im Juryvoting 68 und im Televoting 58 Punkte und erreichte mit insgesamt 126 Punkten den 12. Platz in der Gesamtwertung.

## Chartplatzierungen
| ChartsChartplatzierungen     | Höchstplatzierung | Wochen |
| ---------------------------- | ----------------- | ------ |
| Vereinigtes Königreich (OCC) | 92 (1 Wo.)        | 1      |